# Санто Стефано Супериоре I
Санто Стефано Супериоре I је насеље у Италији у округу Ређо ди Калабрија, региону Калабрија.
Према процени из 2011. у насељу је живело 100 становника. Насеље се налази на надморској висини од 118 м.